# مرویل-سور-نیه
مرویل-سور-نیه (به فرانسوی: Morville-sur-Nied) یک کمون در فرانسه است که در Canton of Delme واقع شده‌است.

## خصوصیات
مرویل-سور-نیه ۵٫۶۴ کیلومترمربع مساحت و ۱۱۲ نفر جمعیت دارد و ۲۴۰ متر بالاتر از سطح دریا واقع شده‌است.